# Neamyza fieldii
Neamyza fieldii là một loài thực vật có hoa trong họ Loranthaceae. Loài này được (Buch.-Ham.) Tiegh. mô tả khoa học đầu tiên năm 1895.